# Trimerotropis occidentiloides
Trimerotropis occidentiloides es una especie de saltamontes perteneciente a la familia Acrididae. Se encuentra en Norteamérica; más específicamente, solo se lo ha encontrado en las montañas de Santa Mónica, California.